# Jean-Pascal Mignot
Jean-Pascal Mignot (ur. 26 lutego 1981 w Rouen) – piłkarz francuski grający na pozycji środkowego obrońcy w AS Saint-Étienne.

## Kariera klubowa
Mignot urodził się w mieście Rouen, a karierę piłkarską rozpoczął w szkółce piłkarskiej AJ Auxerre. W 1999 roku wraz z młodzieżową drużyną wygrał Coupe Gambardella. Natomiast w 2000 roku podpisał profesjonalny kontrakt z pierwszym zespołem, który prowadził wówczas Daniel Rolland. Przez dwa lata występował jednak w rezerwach Auxerre i w pierwszej drużynie zadebiutował dopiero za kadencji trenerskiej Guya Rouxa. Fakt ten miał miejsce 18 stycznia 2003 roku w zremisowanym 0:0 wyjazdowym meczu z Montpellier HSC. W tym samym roku wywalczył z AJA swój pierwszy w karierze Puchar Francji. W 2004 roku zajął z Auxerre 4. miejsce w Ligue 1, najwyższe w dotychczasowej karierze, a jesienią wystąpił w rozgrywkach Pucharu UEFA. W sezonie 2004/2005 zaczął występować w pierwszym składzie Auxerre i stał się wówczas jednym z najostrzej grających obrońców w lidze regularnie zbierając 6 lub więcej żółtych kartek na sezon. W 2005 roku zdobył swój drugi krajowy puchar. W sezonie 2008/2009 tworzy parę środkowych obrońców wraz ze Szwajcarem Stéphane Grichtingiem.
1 sierpnia 2011 roku podpisał 3–letni kontrakt z pierwszoligowym AS Saint-Étienne.
| Sezon   | Klub             | Kraj    | Rozgrywki | Mecze | Bramki | Rozgrywki Europy   | Mecze | Bramki |
| ------- | ---------------- | ------- | --------- | ----- | ------ | ------------------ | ----- | ------ |
| 2002/03 | AJ Auxerre       | Francja | Ligue 1   | 5     | 0      | -                  | -     | -      |
| 2003/04 | AJ Auxerre       | Francja | Ligue 1   | 10    | 0      | Liga Europy UEFA   | 4     | 0      |
| 2004/05 | AJ Auxerre       | Francja | Ligue 1   | 24    | 2      | Liga Europy UEFA   | 9     | 1      |
| 2005/06 | AJ Auxerre       | Francja | Ligue 1   | 28    | 3      | Liga Europy UEFA   | 1     | 0      |
| 2006/07 | AJ Auxerre       | Francja | Ligue 1   | 27    | 1      | Liga Europy UEFA   | 5     | 1      |
| 2007/08 | AJ Auxerre       | Francja | Ligue 1   | 27    | 1      | -                  | -     | -      |
| 2008/09 | AJ Auxerre       | Francja | Ligue 1   | 31    | 0      | -                  | -     | -      |
| 2009/10 | AJ Auxerre       | Francja | Ligue 1   | 32    | 1      | -                  | -     | -      |
| 2010/11 | AJ Auxerre       | Francja | Ligue 1   | 17    | 3      | Liga Mistrzów UEFA | 4     | 0      |
| 2011/12 | AS Saint-Étienne | Francja | Ligue 1   | 25    | 1      | -                  | -     | -      |
| 2012/13 | AS Saint-Étienne | Francja | Ligue 1   | 7     | 0      | -                  | -     | -      |
| 2013/14 | AS Saint-Étienne | Francja | Ligue 1   | 2     | 0      | Liga Europy UEFA   | 0     | 0      |

Stan na: 26 czerwca 2013 r.